# 오리만
오리만(梧里灣)은 전라남도 신안군 흑산면 대둔도 동남쪽에 있는 해역이다.

## 해양지명
- 제정 해양지명 : 오리만[1]
- 대표위치(WGS-84) : 34°43´30.4"N, 125°27´54.8"E
- 범위 : 전남 신안군 흑산면 대둔도 동남쪽 34°43‘37.3”N, 125°28‘39.8”E과 34°43‘01.7”N, 125°27‘59.6”E를 연결한 해역